# 弗朗茨·约翰
弗朗茨·阿道夫·路易斯·约翰（德語：Franz Adolf Louis John，1872年9月28日—1952年11月17日）是一名德国足球官员及摄影师，也是拜仁慕尼黑在1900年2月创立的主要发起人之一，于1900年至1903年就任该俱乐部第一任主席。